# NGC 7787
NGC 7787 ist eine Linsenförmige Galaxie vom Hubble-Typ S0/a im Sternbild Fische auf der Ekliptik. Sie ist schätzungsweise 303 Millionen Lichtjahre von der Milchstraße entfernt und hat einen Durchmesser von etwa 160.000 Lichtjahren. Vermutlich bildet sie gemeinsam mit PGC 72912 ein gravitativ gebundenes Galaxienpaar.

Im selben Himmelsareal befinden sich u. a. die Galaxien NGC 7783 und IC 1517.
Das Objekt wurde am 23. Oktober 1864 von Albert Marth entdeckt.